# Aurélio Porto
Afonso Aurélio Porto (Cachoeira do Sul, 25 de janeiro de 1879 — Rio de Janeiro, 10 de outubro de 1945) foi um político, poeta, jornalista e historiador brasileiro.

## Biografia
Começou sua vida publicando poesias em O Atleta, em Porto Alegre. Mudando-se para Quaraí, publicou em A Fronteira de 1901 a 1905. Funcionário público, trabalhou na secretaria da Fazenda do Estado e no Arquivo Público do Estado do Rio Grande do Sul, mais tarde no Arquivo Nacional e no arquivo do Itamaraty, onde foi redator dos Anais do Itamarati. Foi eleito intendente de Montenegro.
Foi jornalista também de A Federação de 1925 a 1930; do Diário de Notícias, de 1927 a 1928; e do Jornal da Manhã, entre outros.
Especializou-se na história do Rio Grande do Sul; escreveu O Trabalho Alemão no Rio Grande do Sul, editado por Estabelecimento Gráfico Santa Teresinha, em 1934, além de diversos artigos publicados na Revista do Instituto Histórico e Geográfico do Rio Grande do Sul.